# Diviziuni administrative ale Groenlandei

Împărţirea administrativă a Groenlandei după 1.01.2009

Groenlanda este impărțită în 4 municipalități: Kujalleq, Qaasuitsup, Qeqqata și Sermersooq. Partea de nord-est nu este incorporata niciunei comune; este ocupată de Parcul Național al Groenlandei Nordorientale.

## Istoric

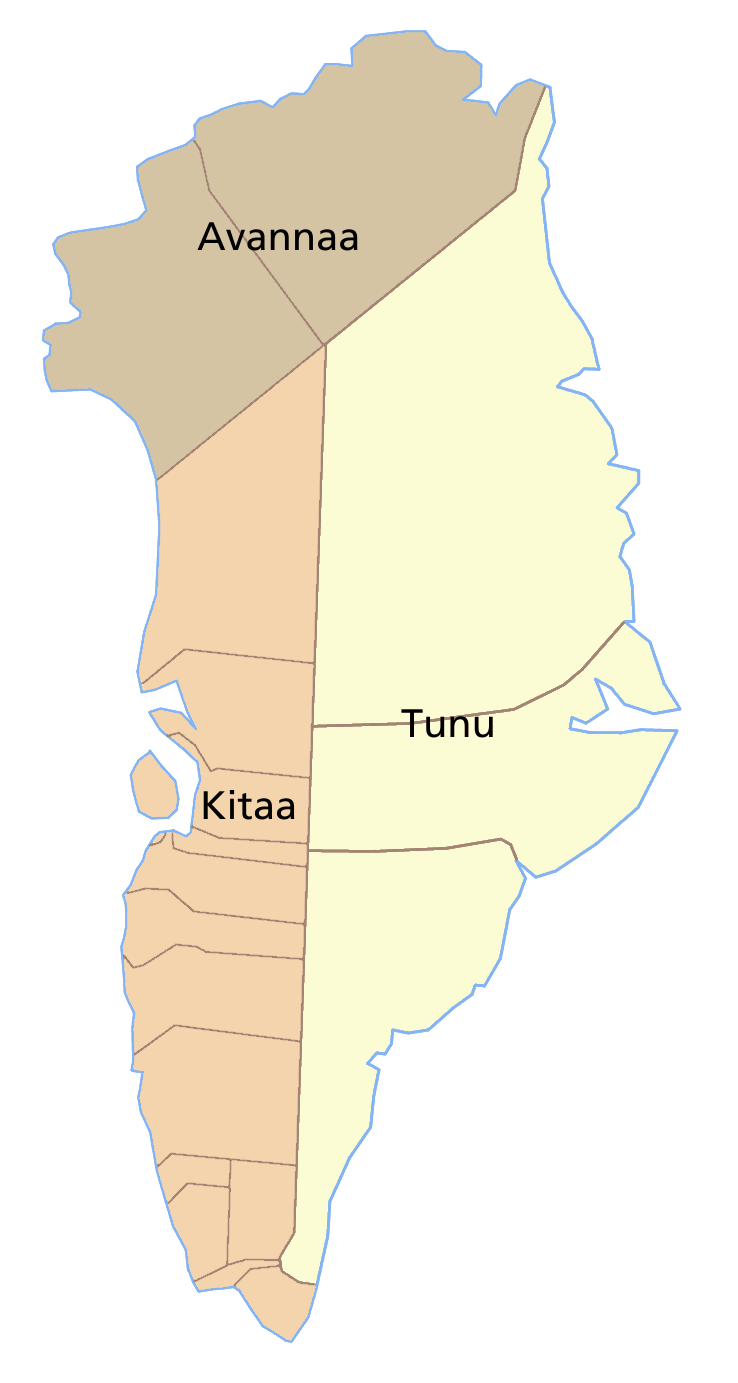
Împărţirea administrativă a Groenlandeiînainte de 1.01.2009

Pâna la data de 1 ianuarie 2009 Groenlanda a fost împărțită din punct de vedere administrativ în 3 districte (denumite amt): Kitaa/Vestgrønland (Groenlanda de Vest), Tunu/Østgrønland (Groenlanda de Est) și Avannaa/Nordgrønland (Groenlanda de Nord).
Kitaa este compusă din 15 municipalități, Tunu din 2, iar Avannaa din 1. Parcul Național al Groenlandei de Nord-Est se află atât în Groenlanda de Est cât și în cea de Nord, dar nu este parte componentă a niciunei municipalități. Baza aeriană Thule (Pituffik), este o enclavă în municipalitatea Qaanaaq, dar nu aparține acesteia sau unei alte municipalități.

## Kitaa(Groenlanda de Vest)
În districtul Kitaa locuiesc cca 90% din locuitorii Groenlandei. Centrul districtului este municipalitatea Nuuk. Municipalitățile sunt (în ordine geografică, de la sud la nord):
- Partea sudică:
  - Municipalitatea Nanortalik
  - Municipalitatea Qaqortoq
  - Municipalitatea Narsaq
  - Municipalitatea Ivittuut

- Partea centrală:
  - Municipalitatea Paamiut
  - Municipalitatea Nuuk
  - Municipalitatea Maniitsoq
  - Municipalitatea Sisimiut

- Partea nordică:
  - Municipalitatea Kangaatsiaq
  - Municipalitatea Aasiaat
  - Municipalitatea Qasigiannguit
  - Municipalitatea Ilulissat
  - Municipalitatea Qeqertarsuaq
  - Municipalitatea Uumannaq
  - Municipalitatea Upernavik
  - Parcul Național al Groenlandei de Nord-Est (o mică parte)

## Tunu(Groenlanda de Est)
Centrul administrativ al districtului este localitatea Tasiilaq, aflată în municipalitatea Ammassalik. Districtul este compus din:
- Municipalitatea Ammassalik
- Municipalitatea Ittoqqortoormiit
- Parcul Național al Groenlandei de Nord-Est (porțiunea sudică)

## Avannaa(Groenlanda de Nord)
- Municipalitatea Qaanaaq
- Baza aeriană Thule (Pituffik)
- Parcul Național al Groenlandei de Nord-Est (porțiunea nordică)